# クロエ (ブランド)

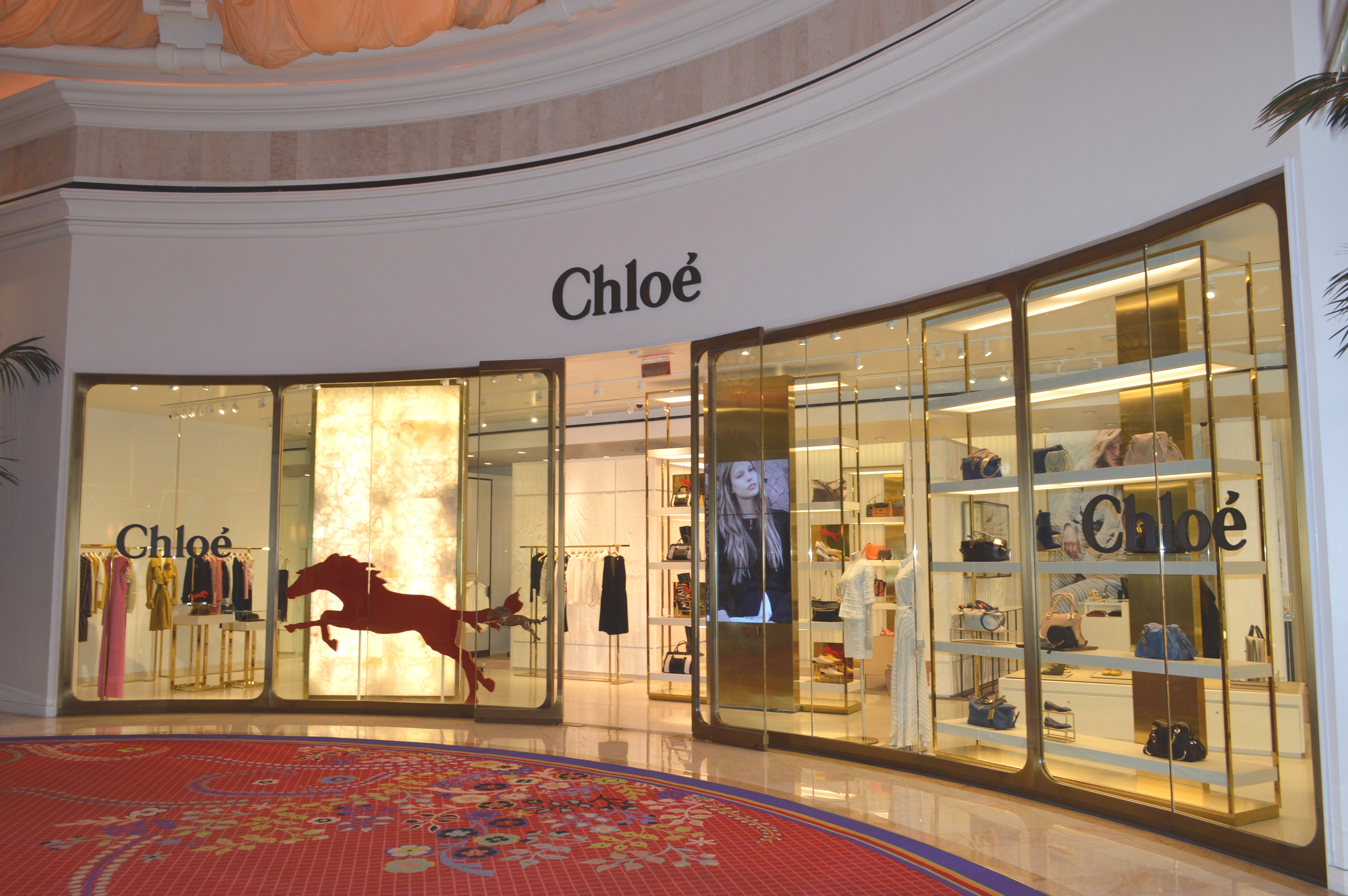
ウィン・ラスベガス（2014年）

クロエ (フランス語: Chloé,フランス語発音: [klɔe]) は、ギャビー・アギョンによって創設されたフランスのラグジュアリーファッションブランドである。

## 概要
1952年創業。プレタポルテ（レディ・トゥ・ウエア＝既製服）市場の草分け的存在とされる。つまり「プレタポルテ」という言葉を生み出したのがクロエということになる。
社名は創業者の友人の名前から借用されたもので、自分の名前をブランドに用いなかったのは、自分の名前がまるで占い師のようだと考えたためとされる。
本社所在地はパリ8区のペルシエ通り (Avenue Percier) 5番地。パリでの現在の本店あるいは旗艦店ないし路面店は、1区サントノーレ通り (Rue Saint-Honoré) 253番地、及び8区モンテーニュ大通り (Avenue Montaigne) 50番地。その他ギャラリー・ラファイエットやボン・マルシェのグラン・マガザン（百貨店）等で数店舗展開している。外国法人はニューヨーク、東京麹町、香港、ドバイに事務所を置く。
リシュモングループに属する。

## 高級既製服の草分け
クロエの登場する以前、高級メゾンではオートクチュール（注文服）のみを取り扱っていた。一部の富裕層にはそれで十分であったが、一般層は地方の裁縫師が作る質の劣るコピー商品を着るしかなかった。ギャビー・アギョンは、1950年代のファッションの堅苦しさを嫌い、また市場とのギャップも感じたことから、「ラグジュアリー・プレタポルテ」と称して、高品質でかつソフトでボディコンシャスな既製服を高級生地を使って作ることを思い立った。
他のクチュリエはすぐにこれに倣い（最初はジバンシィで、1956年にレディトゥーウエア・コレクション、ジバンシィ・ユニバーシティーを発表）、今日ではデザイナーによるプレタポルテはクチュールをはるかにしのぐ存在となっている。

## 展開商品
服飾、バッグ、靴、小物類を中心に展開。いずれも通常販売は女性向け商品のみ。

### 日本市場限定製品
男性向けの「バレンタインコレクション」が毎年1～2月限定で展開されている。ハンナ・マクギボンがデザインディレクターを務めた2008年からスタートし、クレア・ワイト・ケラーのデザインディレクター就任以前は「Mr. Paddington」と呼ばれた。発売店舗は、青山店、阪急MEN'S TOKYOなどに限られている。
また、2010年までランジェリーラインが展開されていた。こちらはライセンスを受けたカドリール・インターナショナル社が製造・発売していた。

### 香水
2008年より展開スタート。インターパルファム社製造。1年に少なくとも1種類、多い場合で3～4種類の新作が発表される。2011年には「クロエ オードパルファム ローズエディション」が限定販売されたが、その後はラインナップから消えた。
当初は「クロエ」のみであったが、2013年より「シーバイクロエ」（See By Chloé）にも登場した。
いずれも20代女性を中心に日本でも幅広い支持を集めている。ディーラーはブルーベル・ジャパン。

### 販売網
主要大都市（パリ、ロンドン、東京、香港、上海、ニューヨーク、ドバイなど）ならびに主要リゾート地（マルベラ、モナコなど）に店舗を展開する。セレクトショップや空港の免税店にも商品が流通している。
日本では、クロエ、シーバイクロエともに大多数の商品を日本法人（リシュモンジャパン）本社で取り扱っている。また、サングラスの製造はライセンスを受けたマーショングループ（2011年までは日本企業のサンリーブ）が行っている。

## 沿革
初期
- 1952年 - エジプト系パリジャンのギャビー・アギョンによってクロエが立ち上げられる。パートナーのジャック・ルノワールと共に、オートクチュールとプレタポルテの厳しい要求を統合したコレクションに対する需要が高まっていることに最初に気付いた。
- 1956年 - 彼らのお気に入りでもあり、パリのアーティストが集う場所でもあったカフェ・ド・フロールにて、初コレクションが披露される。
  - コレクションのデザインはギャビー・アギョンが行い、製作はルロンでの最初のアシスタントが担当。ギャビー・アギョンとジャック・ルノワールは、クリスチアナ・バイィ、ミシェル・ロジエ、マキシム・ドゥ・ラ・ファレーズ、グラツィエラ・フォンタナ、タン・ジュディセリ、ギ・ポラン、カルロス・ロドリゲスなどの若いデザイナーを起用した。

1960年代
- 1966年 - カール・ラガーフェルドが主任デザイナーに就任し、クロエは1970年代を象徴するブランドの1つになる。ジャックリーン・ケネディ、ブリジット・バルドー、マリア・カラス、グレース・ケリーといった有名人が愛用した。

1970年代
- 1971年 - パリ7区グリボーバル通り (Rue de Gribeauval)3番地に第1号店がオープン。

1980年代
引き続き、後に有名となる有望なアートディレクターと積極的に作品を展開。
- 1985年 - 買収によりリシュモングループ傘下となる。
- 1988年 - マルティーヌ・シットボンをキャラクターに起用。

1990年代
- 1992年 - カール・ラガーフェルドを起用。
- 1997年 - ステラ・マッカートニーが、フェミニンでロマンティックでありながら生意気な雰囲気へと新たな方向性へとブランドを転換させる。

2000年以降
- 2001年 - フィービー・フィロが、パーソナルでセンシュアルな雰囲気を加える。顧客リストには、キルスティン・ダンスト、ナタリー・ポートマン、ルー・ドワイヨンが加わる。姉妹ライン「シーバイクロエ」の展開もスタートした。
- 2002年 - バッグ、スモールレザーグッズ、シューズのラインを発表。「パディントン」バッグが「イット」バッグとなる。
- 2006年 - パウロ・メリム・アンダーソンによって、エッジーでモダンなスタイルに変化していく。
- 2008年 - フレグランス発売のためのコラボレーションを行った後にその名を知られることとなったハンナ・マクギボンがアートディレクターに就任。2009年春夏ファッションショーにて初のコレクションを展開。
- 2011年 - ハンナ・マクギボンがアートディレクターを退任。後任にはクレア・ワイト・ケラーが選ばれた。
- 2013年 - 「シーバイクロエ」にフレグランスがデビュー。なお、日本から発売が開始された。

## インターネット
2007年9月、iPhone専用ウェブサイトの運営を初のラグジュアリーブランドとして開始。2008年、当ブランドではファッションショーの同日中継に対する投資を行っている。
偽物や類似品などといった模倣品の問題を抱えており、公式サイトでは認定オンライン小売業者のリストを公開している。また時期によっては模倣品を販売した業者の一斉摘発も行われている。